# 프레디의 피자가게
《프레디의 피자가게》(영어: Five Nights at Freddy's, 약칭 FNaF)는 스콧 코슨이 제작한 공포 게임 시리즈이다.

## 연표
| 2014 | 프레디의 피자가게                       |
| 2014 | 프레디의 피자가게 2                     |
| 2015 | 프레디의 피자가게 3                     |
| 2015 | 프레디의 피자가게 4                     |
| 2016 | FNaF 월드                               |
| 2016 | 프레디의 피자가게: 시스터 로케이션      |
| 2017 | 프레디의 피자가게: 피자가게 시뮬레이터  |
| 2018 | 프레디의 피자가게: 얼티밋 커스텀 나이트 |
| 2019 | 프레디의 피자가게: 헬프 원티드          |
| 2019 | 프레디의 피자가게 AR: 스페셜 딜리버리   |
| 2020 |                                         |
| 2021 | 프레디의 피자가게: 시큐리티 브리치      |

## 설정
- 프레디 파즈베어의 피자(Freddy Fazbear's Pizza)는 프레디의 피자가게 시리즈에 등장하는 가상의 피자가게로, 현실에 존재하는 척 E. 치즈와 쇼비즈 피자 플레이스(Shobiz Pizza Place)를 모티브로 했다고 한다. 80~90년대의 피자가게를 콘셉트로 잡고 있으며, 낮 동안에는 애니매트로닉스 마스코트 캐릭터들로 이루어진 밴드가 노래를 부르고 공연 하면서 아이들을 즐겁게 해주는 평범한 식당이지만, 밤이 되면 귀신 들린 애니매트로닉스들이 일종의 자동 의지 모드가 되어 사람의 목숨을 노리는 위험한 장소로 바뀐다.

## 비디오 게임

### 스핀오프

#### 프레디의 피자가게 AR: 스페셜 딜리버리 (2019년)
{{본문|프레디의 피자가게 AR: )                         ===프래디 인투더빗=== 2024년 8월8일 ===

## 기타 미디어

### 소설
- 프레디의 피자가게: 더 실버 아이즈 (2015년)
- 프레디의 피자가게: 더 트위스티드 원 (2017년)
- 프레디의 피자가게: 더 포스 클로젯 (2018년)
- Fazbear Frights 시리즈 (2019년 ~ 현재)

#### 가이드
- The Freddy Files (2017년)

#### 액티비티 북
- Survival Logbook (2017년)

### 영화
- 프레디의 피자가게 (2023년)
- 프레디의 피자가게 2 (2025년)

## 반응
| 게임                                   | 게임랭킹스               | 메타크리틱  |
| -------------------------------------- | ------------------------ | ----------- |
| 프레디의 피자가게                      | (PC) 85.00% (iOS) 80.00% | (PC) 78     |
| 프레디의 피자가게 2                    | (PC) 66.25% (iOS) 73.33% | (PC) 62     |
| 프레디의 피자가게 3                    | (PC) 73.60% (iOS) 80.00% | (PC) 68     |
| 프레디의 피자가게 4                    | (PC) 53.33% (iOS) 70.00% | (PC) 51     |
| 프레디의 피자가게: 시스터 로케이션     | (PC) 65.00% (iOS) 60.00% | (PC) 62     |
| 프레디의 피자가게: 피자가게 시뮬레이터 |                          | (PC) TBA    |
| 얼티밋 커스텀 나이트                   |                          | (PC) 'BA    |
| 프레디의 피자가게: 헬프 원티드         |                          | (PC) 81/100 |

## 참조

## 같이 보기
- 플럼티의 피자가게